# Olympische Sommerspiele 2004/Leichtathletik – Dreisprung (Männer)
Der Dreisprung der Männer bei den Olympischen Spielen 2004 in Athen wurde am 24. und 26. August 2004 im Olympiastadion Athen ausgetragen. 47 Athleten nahmen teil.
Olympiasieger wurde der Schwede Christian Olsson. Er gewann vor dem Rumänen Marian Oprea und dem Russen Daniil Burkenja.
Mit Andreas Pohle und Charles Friedek gingen zwei deutsche Teilnehmer an den Start. Beide schieden in der Qualifikation aus.

Athleten aus der Schweiz, Österreich und Liechtenstein waren nicht unter den Teilnehmern.

## Aktuelle Titelträger
| Olympiasieger 2000                      | Jonathan Edwards ( Großbritannien) | 17,71 m | Sydney 2000        |
| Weltmeister 2003                        | Christian Olsson ( Schweden)       | 17,72 m | Paris 2003         |
| Europameister 2002                      | Christian Olsson ( Schweden)       | 17,53 m | München 2002       |
| Panamerikanischer Meister 2003          | Yoandri Betanzos ( Kuba)           | 17,26 m | Santo Domingo 2003 |
| Zentralamerika und Karibik-Meister 2003 | Leevan Sands ( Bahamas)            | 17,18 m | St. George’s 2003  |
| Südamerika-Meister 2003                 | Jadel Gregório ( Brasilien)        | 16,76 m | Barquisimeto 2003  |
| Asienmeister 2003                       | Kazuyoshi Ishikawa ( Japan)        | 16,72 m | Manila 2003        |
| Afrikameister 2004                      | Olivier Sanou ( Burkina Faso)      | 16,31 m | Brazzaville 2004   |
| Ozeanienmeister 2002                    | Tim Hawkes ( Neuseeland)           | 14,66 m | Christchurch 2002  |

## Rekorde

### Bestehende Rekorde
| Weltrekord         | 18,29 m | Jonathan Edwards ( Großbritannien) | Göteborg, Schweden     | 7. August 1995 |
| Olympischer Rekord | 18,09 m | Kenny Harrison ( USA)              | Finale OS Atlanta, USA | 27. Juli 1996  |

Der bestehende olympische Rekord wurde bei diesen Spielen nicht erreicht. Mit seinem weitesten Sprung auf 17,79 m im zweiten Durchgang des Finales verfehlte der schwedische Olympiasieger Christian Olsson den Rekord um dreißig Zentimeter. Zum Weltrekord fehlten ihm fünfzig Zentimeter.

## Legende
Kurze Übersicht zur Bedeutung der Symbolik – so üblicherweise auch in sonstigen Veröffentlichungen verwendet:
| – | verzichtet |
| x | ungültig   |

Anmerkungen:
- Alle Zeitangaben sind bezogen auf Ortszeit Sydney (UTC+10).
- Alle Weiten sind in Metern (m) angegeben.

## Qualifikation
20. August 2004, 9:55 Uhr
Für die Qualifikation wurden die Athleten in zwei Gruppen gelost. Neun Springer (hellblau unterlegt) übertrafen die direkte Finalqualifikationsweite von 17,00 m. Damit war die Mindestanzahl von zwölf Finalteilnehmern nicht erreicht. So wurde das Finalfeld mit drei weiteren Wettbewerbern (hellgrün unterlegt) aus beiden Gruppen nach den nächstbesten Weiten aufgefüllt und für die Teilnahme waren schließlich 16,91 m zu springen.

### Gruppe A

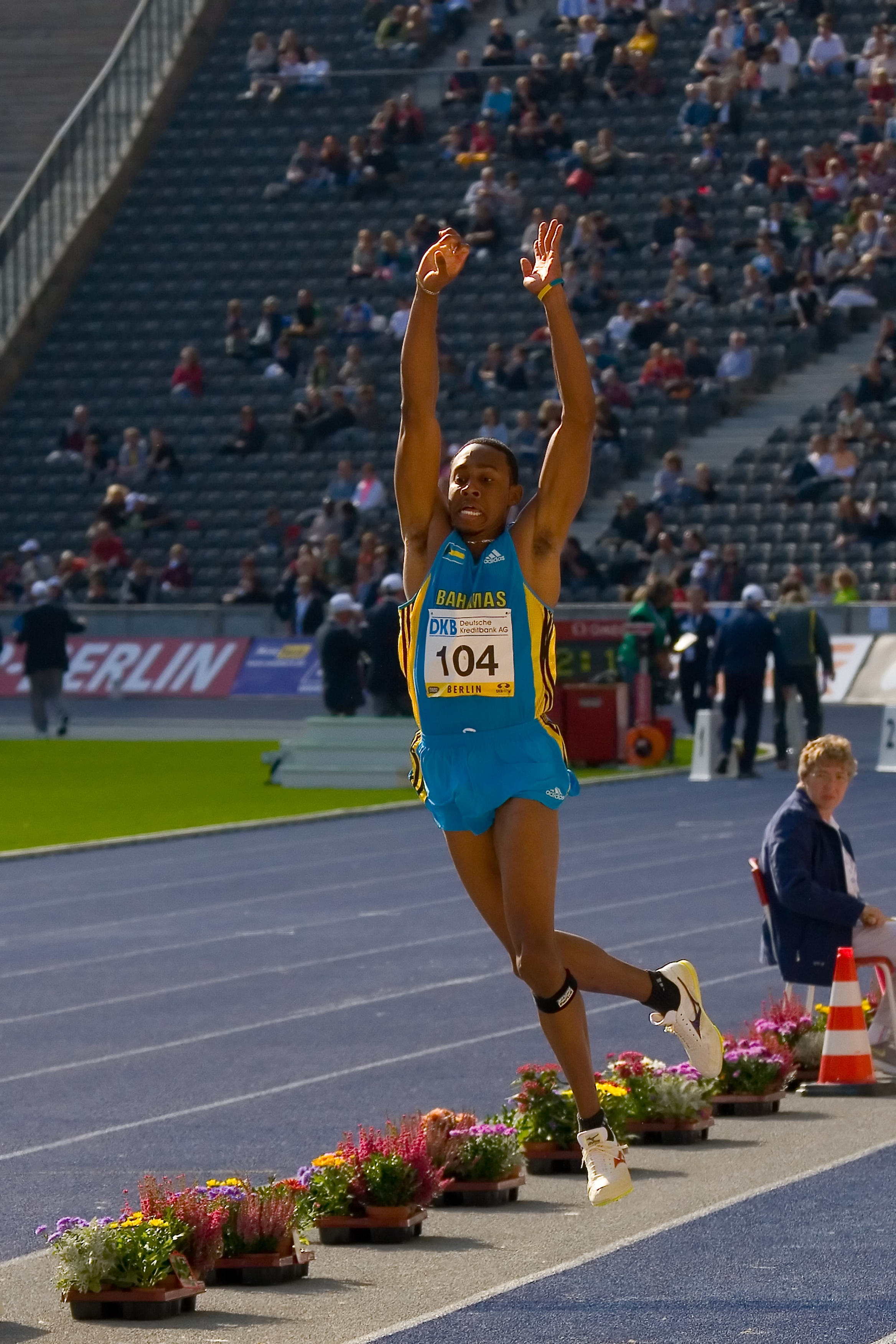
Leevan Sands – ausgeschieden in Qualifikationsgruppe A mit 16,35 m

| Platz | Name                | Nation              | 1. Versuch Wind (m/s) | 2. Versuch Wind (m/s) | 3. Versuch Wind (m/s) | Resultat |
| 1     | Christian Olsson    | Schweden            | 17,68 / −0,5          | –                     | –                     | 17,68    |
| 2     | Phillips Idowu      | Großbritannien      | 17,33 / −1,2          | –                     | –                     | 17,33    |
| 3     | Daniil Burkenja     | Russland            | 16,77 / +0,2          | 16,91 / −0,6          | 17,08 / +0,1          | 17,08    |
| 4     | Christos Meletoglou | Griechenland        | 16,75 / −1,2          | 16,50 / +0,2          | 17,06 / ±0,0          | 17,06    |
| 5     | Yoelbi Quesada      | Kuba                | 16,89 / −0,5          | x                     | 17,01 / ±0,0          | 17,01    |
| 6     | Walter Davis        | USA                 | 16,28 / −0,8          | 14,77 / −0,9          | 16,94 / +0,1          | 16,94    |
| 7     | Julien Kapek        | Frankreich          | 16,61 / +0,1          | x                     | 16,91 / +0,8          | 16,91    |
| 8     | Andrew Murphy       | Australien          | 16,59 / −0,8          | 16,82 / +0,6          | x                     | 16,82    |
| 9     | Ibrahim Mohamedin   | Katar               | 15,98 / −0,5          | 16,37 / 0,5           | 16,71 / +1,3          | 16,71    |
| 10    | Andrew Owusu        | Ghana               | 15,85 / ±0,0          | x                     | 16,64 / +0,1          | 16,64    |
| 11    | Mykola Sawolajnen   | Ukraine             | 15,56 / −0,9          | 16,48 / +0,3          | 15,57 / +0,2          | 15,56    |
| 12    | Iwailo Rusenow      | Bulgarien           | 16,39 / −0,4          | x                     | x                     | 16,39    |
| 13    | Péter Tölgyesi      | Ungarn              | 16,33 / −0,8          | 15,74 / −1,0          | 16,36 / +1,1          | 16,36    |
| 14    | Leevan Sands        | Bahamas             | x                     | x                     | 16,35 / −0,3          | 16,35    |
| 15    | Randy Lewis         | Grenada             | x                     | x                     | 16,33 / +0,4          | 16,33    |
| 16    | Aljaksandr Hlawazki | Belarus             | 16,18 / −1,6          | 15,73 / −1,2          | x                     | 16,18    |
| 17    | LeJuan Simon        | Trinidad und Tobago | x                     | 14,75 / +0,2          | 16,16 / −1,9          | 16,16    |
| 18    | Olivier Sanou       | Burkina Faso        | x                     | 15,67 / ±0,0          | x                     | 15,67    |
| 19    | Armen Martirosjan   | Armenien            | 15,05 / +0,1          | x                     | x                     | 15,05    |
| NM    | Charles Friedek     | Deutschland         | x                     | x                     | x                     | ogV      |
| NM    | Witali Moskalenko   | Russland            | x                     | x                     | x                     | ogV      |
| NM    | Berk Tuna           | Türkei              | x                     | x                     | x                     | ogV      |
| NM    | Roman Walijew       | Kasachstan          | x                     | x                     | x                     | ogV      |
| DNS   | Sergey Bochkov      | Aserbaidschan       |                       |                       |                       |          |

### Gruppe B

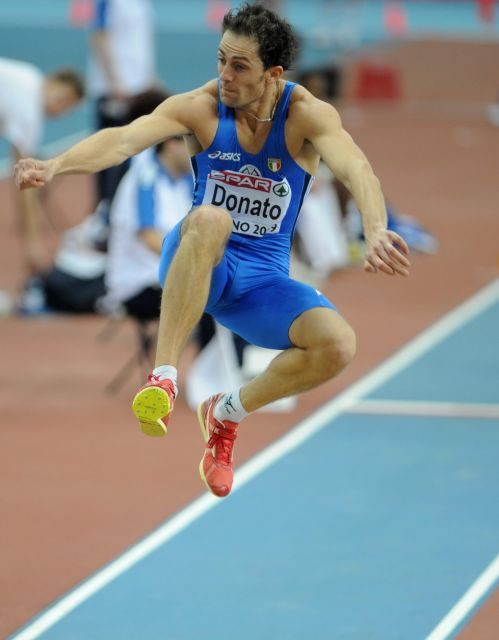
Fabrizio Donato – ausgeschieden in Qualifikationsgruppe B mit 16,45 m
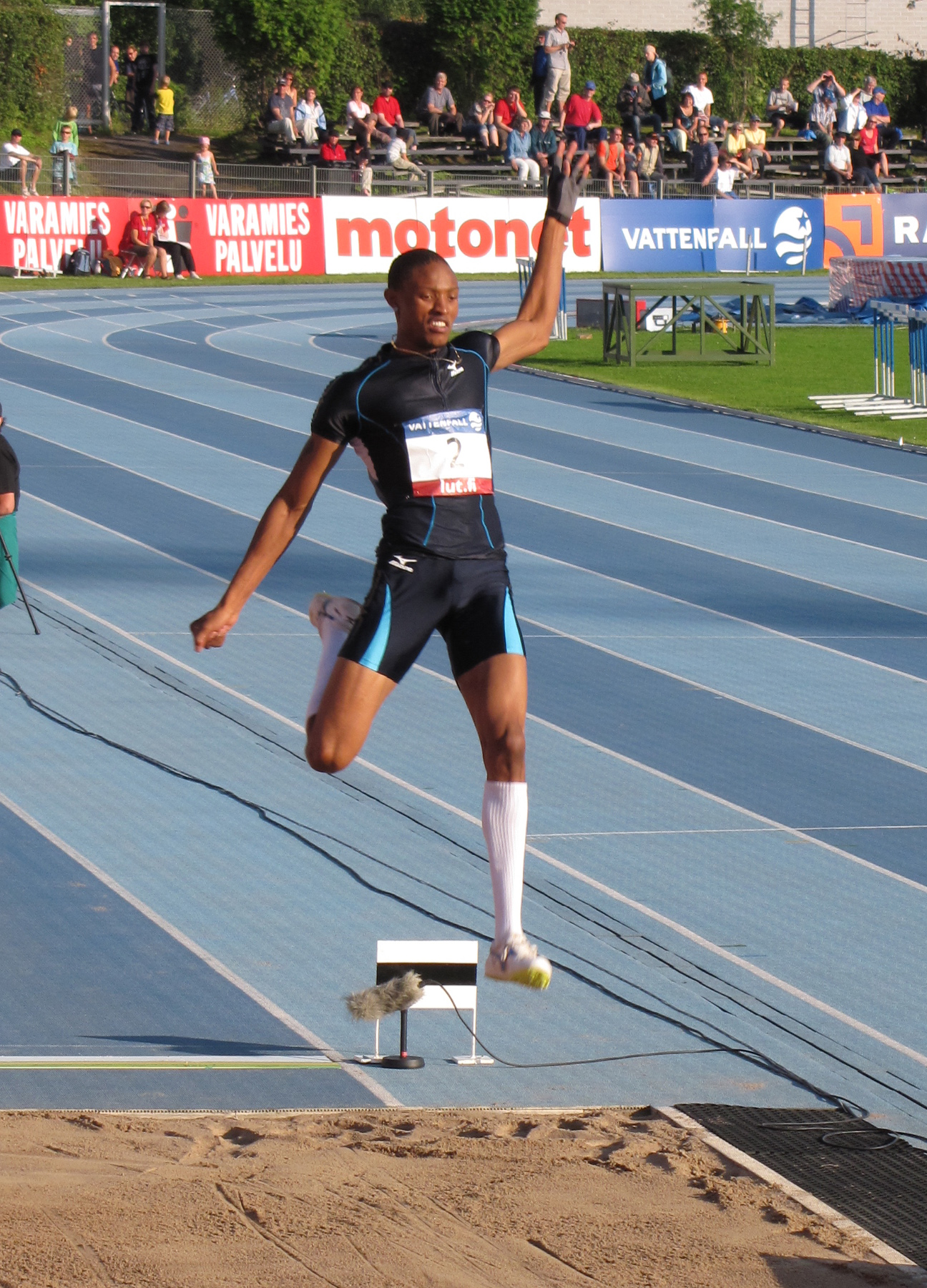
Godfrey Khotso Mokoena – ausgeschieden in Qualifikationsgruppe B mit 16,32 m

| Platz | Name                   | Nation              | 1. Versuch Wind (m/s) | 2. Versuch Wind (m/s) | 3. Versuch Wind (m/s) | Resultat |
| 1     | Yoandri Betanzos       | Kuba                | 17,53 / −0,4          | –                     | –                     | 17,53    |
| 2     | Marian Oprea           | Rumänien            | 17,44 / +0,6          | –                     | –                     | 17,44    |
| 3     | Jadel Gregório         | Brasilien           | 17,20 / +0,1          | –                     | –                     | 17,20    |
| 4     | Wiktor Guschtschinski  | Russland            | 16,71 / ±0,0          | x                     | 17,17 / −0,7          | 17,17    |
| 5     | Kenta Bell             | USA                 | 16,77 / −0,1          | 16,82 / −0,4          | 16,98 / −0,5          | 16,98    |
| 6     | Nathan Douglas         | Großbritannien      | 16,84 / +0,9          | x                     | x                     | 16,84    |
| 7     | Li Yanxi               | Volksrepublik China | x                     | 16,70 / −0,2          | 16,74 / −0,4          | 16,74    |
| 8     | Arnie David Giralt     | Kuba                | x                     | 16,63 / −0,4          | 16,74 / −0,6          | 16,70    |
| 9     | Melvin Lister          | USA                 | 16,62 / −1,0          | x                     | 16,64 / +1,3          | 16,64    |
| 10    | Fabrizio Donato        | Italien             | 16,16 / −0,4          | 16,45 / +0,5          | 16,34 / +0,2          | 16,45    |
| 11    | Momtschil Karailiew    | Bulgarien           | x                     | 16,45 / +0,3          | x                     | 16,45    |
| 13    | Wiktor Jastrebow       | Ukraine             | 16,43 / −0,2          | 16,32 / −1,7          | x                     | 16,43    |
| 13    | Mohammad Hazzory       | Syrien              | 16,37 / −0,3          | x                     | 16,14 / −1,2          | 16,37    |
| 14    | Godfrey Khotso Mokoena | Südafrika           | 16,23 / +0,2          | 16,32 / −0,2          | x                     | 16,32    |
| 15    | Dimitri Waljukewitsch  | Belarus             | x                     | x                     | 16,32 / +0,7          | 16,32    |
| 16    | Andreas Pohle          | Deutschland         | x                     | 16,23 / +0,6          | 16,29 / −0,6          | 16,29    |
| 17    | Vladimir Letnicov      | Moldau              | x                     | 15,88 / −0,4          | 16,25 / −0,5          | 16,25    |
| 18    | Lauri Leis             | Estland             | x                     | 16,06 / −0,9          | 16,18 / −0,5          | 16,18    |
| 19    | Salem al-Ahmadi        | Saudi-Arabien       | 16,16 / −0,4          | 16,03 / −1,0          | x                     | 16,16    |
| 20    | Boštjan Šimunič        | Slowenien           | x                     | x                     | 16,07 / +0,1          | 16,07    |
| 21    | Takanori Sugibayashi   | Japan               | 15,38 / +0,1          | 16,00 / +0,3          | 15,95 / ±0,0          | 16,00    |
| 22    | Park Hyung-jun         | Südkorea            | x                     | 15,84 / +0,7          | x                     | 15,84    |
| 23    | Nelson Évora           | Portugal            | 15,72 / −0,4          | x                     | x                     | 15,72    |
| 24    | Karl Taillepierre      | Frankreich          | 15,50 / −0,5          | x                     | x                     | 15,50    |

Weitere inn Qualifikationsgruppe B ausgeschiedene Dreispringer:

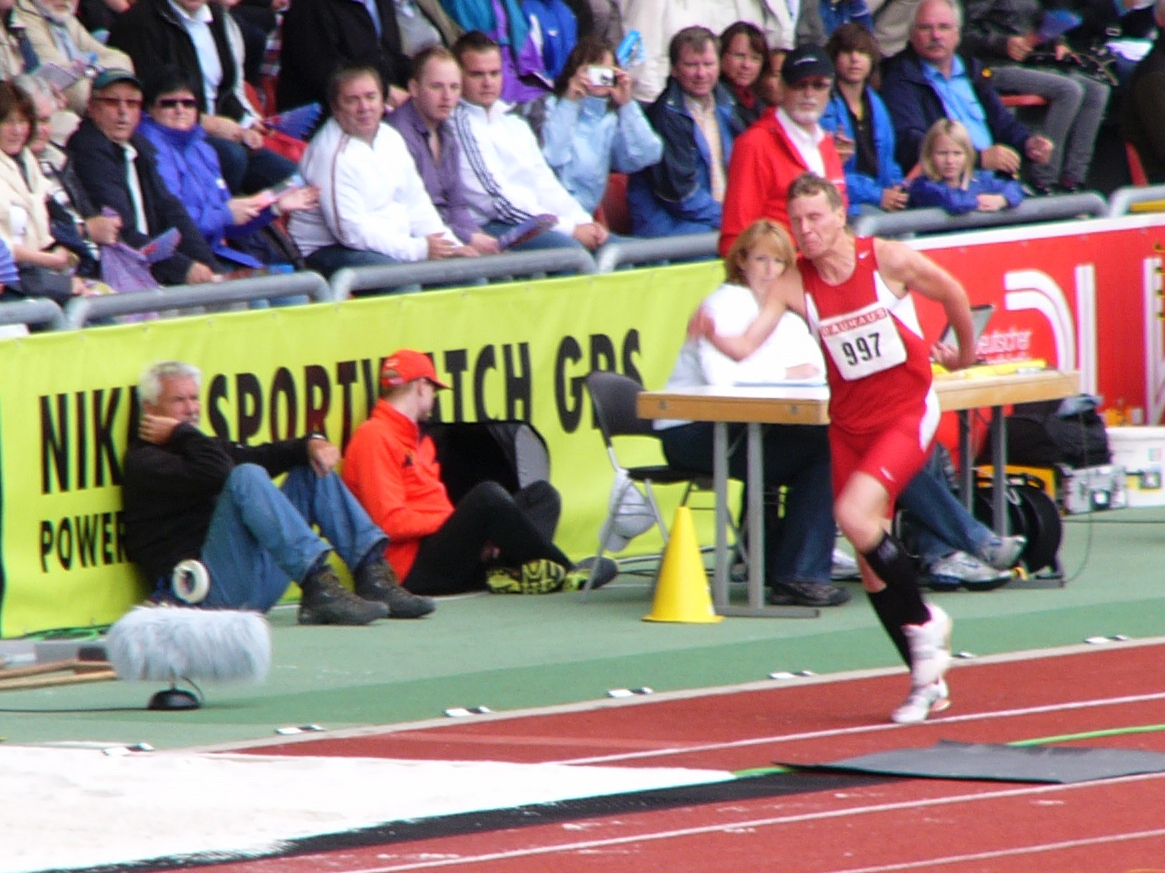
Andreas Pohle – 16,29 m
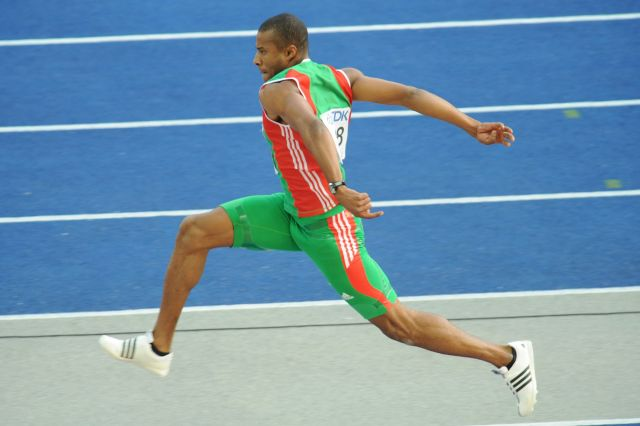
Nelson Évora – 15,72 m
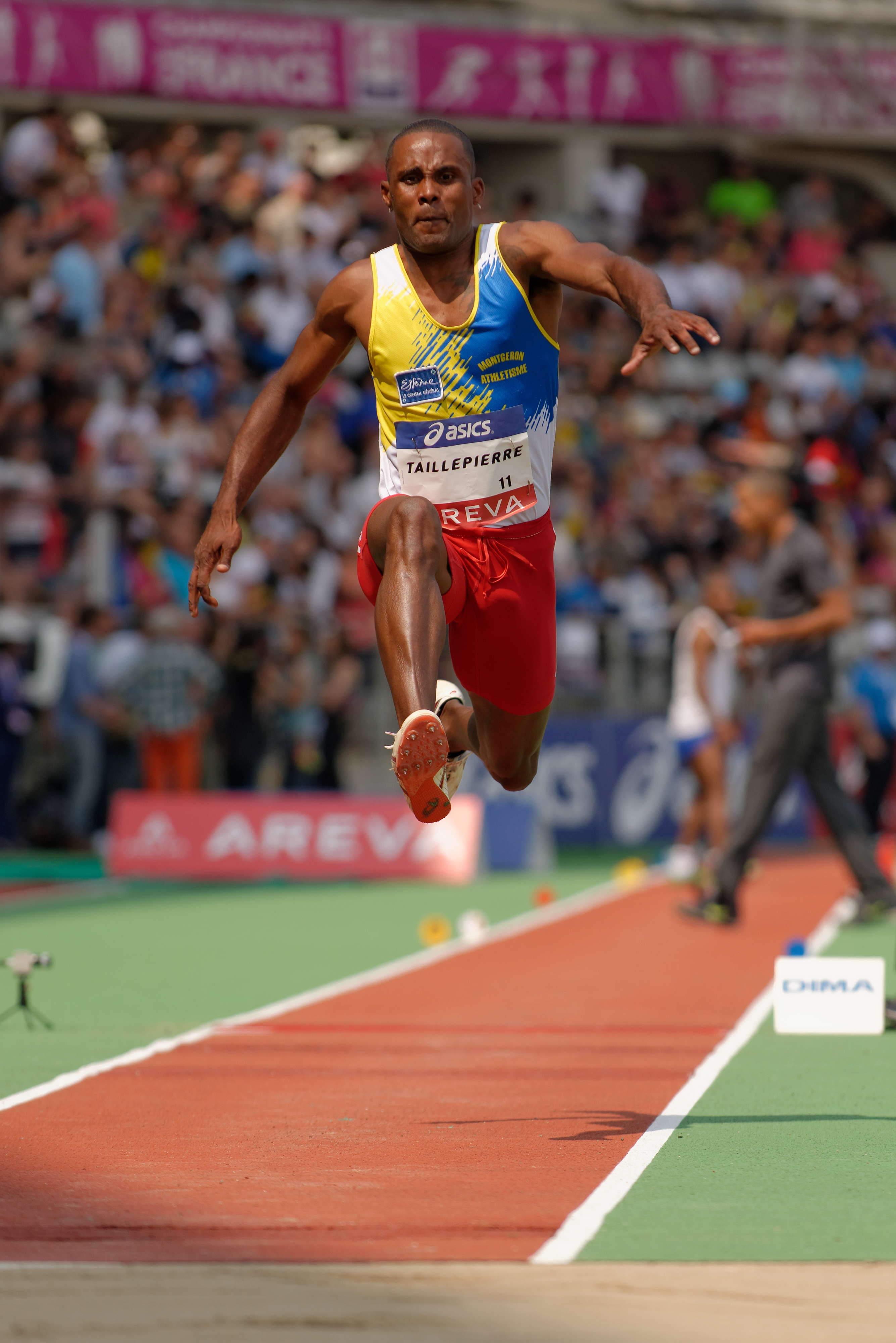
Karl Taillepierre – 15,50 m

## Finale

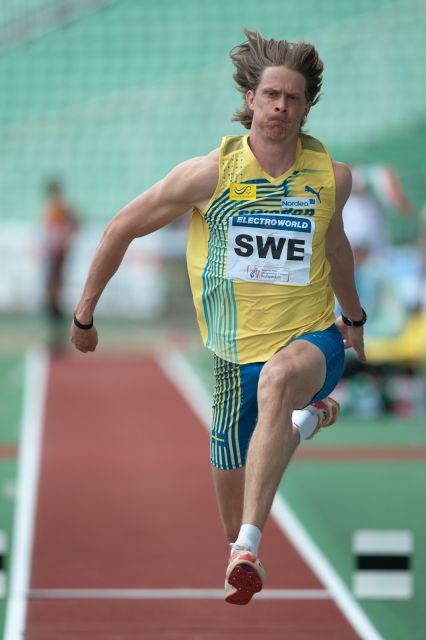
Christian Olsson (hier im Jahr 2010) – Olympiasieger mit Landesrekord

22. August 2004, 20:10 Uhr
| Platz | Name                  | Nation         | 1. Versuch Wind (m/s) | 2. Versuch Wind (m/s) | 3. Versuch Wind (m/s) | 4. Versuch Wind (m/s)                    | 5. Versuch Wind (m/s)                    | 6. Versuch Wind (m/s)                    | Resultat | Anmerkung |
| 1     | Christian Olsson      | Schweden       | 17,69 / +1,0          | 17,79 / +1,4          | 17,69 / ±0,0          | 16,82 / +0,3                             | 17,58 / +0,3                             | –                                        | 17,79    | NR        |
| 2     | Marian Oprea          | Rumänien       | 17,55 / +0,7          | x                     | 17,47 / +0,1          | 17,34 / −0,3                             | –                                        | 17,38 / ±0,0                             | 17,55    |           |
| 3     | Daniil Burkenja       | Russland       | 16,99 / +0,9          | 16,68 / +0,8          | 16,16 / +0,4          | 17,45 / ±0,0                             | 17,48 / +0,4                             | 17,47 / +0,5                             | 17,48    |           |
| 4     | Yoandri Betanzos      | Kuba           | x                     | 17,47 / +0,4          | x                     | x                                        | 17,24 / +0,2                             | x                                        | 17,47    |           |
| 5     | Jadel Gregório        | Brasilien      | 17,22 / +0,7          | 17,27 / +0,8          | 15,97 / +0,1          | x                                        | 16,82 / +0,1                             | 17,31 / ±0,0                             | 17,31    |           |
| 6     | Christos Meletoglou   | Griechenland   | 17,13 / +0,6          | x                     | 17,10 / +0,7          | 17,05 / ±0,0                             | 16,65 / ±0,0                             | 17,06 / −0,3                             | 17,13    |           |
| 7     | Wiktor Guschtschinski | Russland       | x                     | x                     | 17,11 / +0,7          | 16,27 / −0,1                             | 16,95 / −0,1                             | x                                        | 17,11    |           |
| 8     | Yoelbi Quesada        | Kuba           | 16,93 / +0,9          | x                     | 16,96 / +0,9          | x                                        | x                                        | x                                        | 16,96    |           |
|       |                       |                |                       |                       |                       |                                          |                                          |                                          |          |           |
| 9     | Kenta Bell            | USA            | 16,90 / +0,7          | x                     | 16,39 / +0,3          | nicht im Finale der besten acht Springer | nicht im Finale der besten acht Springer | nicht im Finale der besten acht Springer | 16,90    |           |
| 10    | Julien Kapek          | Frankreich     | x                     | 16,79 / +0,6          | 16,81 / +0,1          | nicht im Finale der besten acht Springer | nicht im Finale der besten acht Springer | nicht im Finale der besten acht Springer | 16,81    |           |
| 11    | Walter Davis          | USA            | 16,78 / +0,9          | 16,65 / +0,9          | 16,59 / +0,1          | nicht im Finale der besten acht Springer | nicht im Finale der besten acht Springer | nicht im Finale der besten acht Springer | 16,78    |           |
| NM    | Phillips Idowu        | Großbritannien | x                     | x                     | x                     | nicht im Finale der besten acht Springer | nicht im Finale der besten acht Springer | nicht im Finale der besten acht Springer | ogV      |           |

Für das Finale hatten sich zwölf Athleten qualifiziert, neun von ihnen über die Qualifikationsweite, drei über ihre Platzierungen. Je zwei Springer aus Kuba, Russland und den Vereinigten Staaten hatten das Finale erreicht. Außerdem waren je ein Teilnehmer aus Brasilien, Frankreich, Griechenland, Großbritannien, Rumänien und Schweden vertreten.
Favorit war der schwedische Welt- und Europameister Christian Olsson. Aber wie auch die Qualifikation bereits gezeigt hatte, gab es starke Konkurrenz vor allem durch den kubanischen Vizeweltmeister Yoandri Betanzos, den Rumänen Marian Oprea und den Briten Phillips Idowu. Der Brite brachte im Finale allerdings keinen gültigen Sprung zustande.
Im Finale gab es von Anfang an sehr weite Sprünge, das Niveau war absolut hochklassig. Im ersten Durchgang gelangen Olsson 17,69 m, damit lag er an der Spitze vor Oprea mit 17,55 m, dem Brasilianer Jadel Gregório – 17,22 m – und dem Griechen Christos Meletoglou – 17,13 m. In der zweiten Runde steigerte sich Olsson um weitere zehn Zentimeter auf 17,79 m, das war schwedischer Landesrekord. Der Kubaner Yoandri Betanzos sprang mit 17,47 m auf den dritten Platz. Durchgang drei brachte wiederum vier Sprünge über die 17-Meter-Marke, doch nur der Russe Wiktor Guschtschinski veränderte damit seine Position. Er war jetzt Sechster und im Finale der besten acht Springer dabei.
Als Siebter mit 16,99 m kam der Russe Daniil Burkenja gerade noch in dieses Finale der acht Besten. Doch er fand jetzt so richtig in den Wettkampf hinein. Zunächst gelangen ihm 17,45 m, damit war er Vierter hinter Olsson, Oprea und Betanzos. Sein nächster Sprung ging sogar auf 17,48 m, damit hatte er den Kubaner um einen Zentimeter übertroffen und war jetzt Dritter. Im letzten Durchgang wurden noch einmal vier Weiten von mehr als siebzehn Metern erzielt, Burkenja war mit 17,47 m auch wieder dabei. Steigern konnte sich jedoch nur noch Gregório, dem 17,31 m gelangen, was ihm jedoch keine Rangverbesserung einbrachte.
So wurde Christian Olsson Olympiasieger vor Marian Oprea, Daniil Burkenja gewann die Bronzemedaille. Nur einen Zentimeter hinter ihm wurde Yoandri Betanzos Vierter vor Jadel Gregório und Christos Meletoglou. Auch Wiktor Guschtschinski als Siebter konnte noch die 17-Meter-Marke übertreffen.
Christian Olssons Goldmedaille war bereits die dritte für Schweden im Dreisprung. Gustaf Lindblom hatte 1912 in Stockholm, Arne Åhman 1948 in London gewonnen.

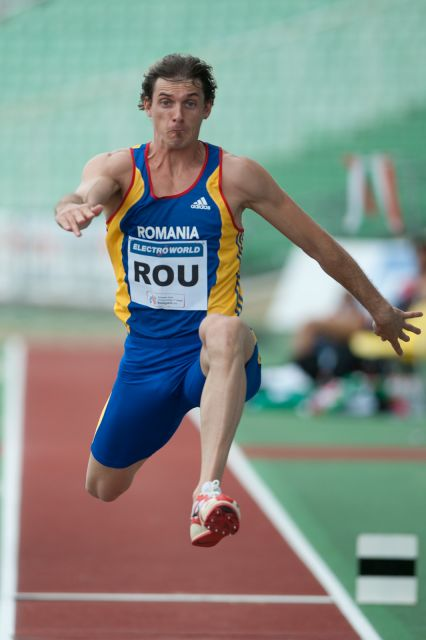
Silbermedaillengewinner Marian Oprea
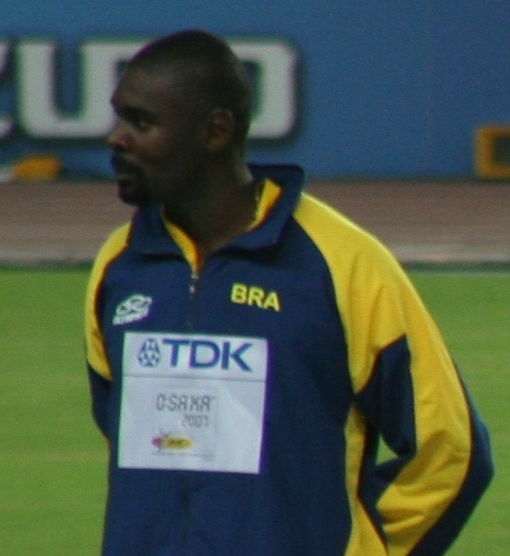
Der Olympiafünfte Jadel Gregório
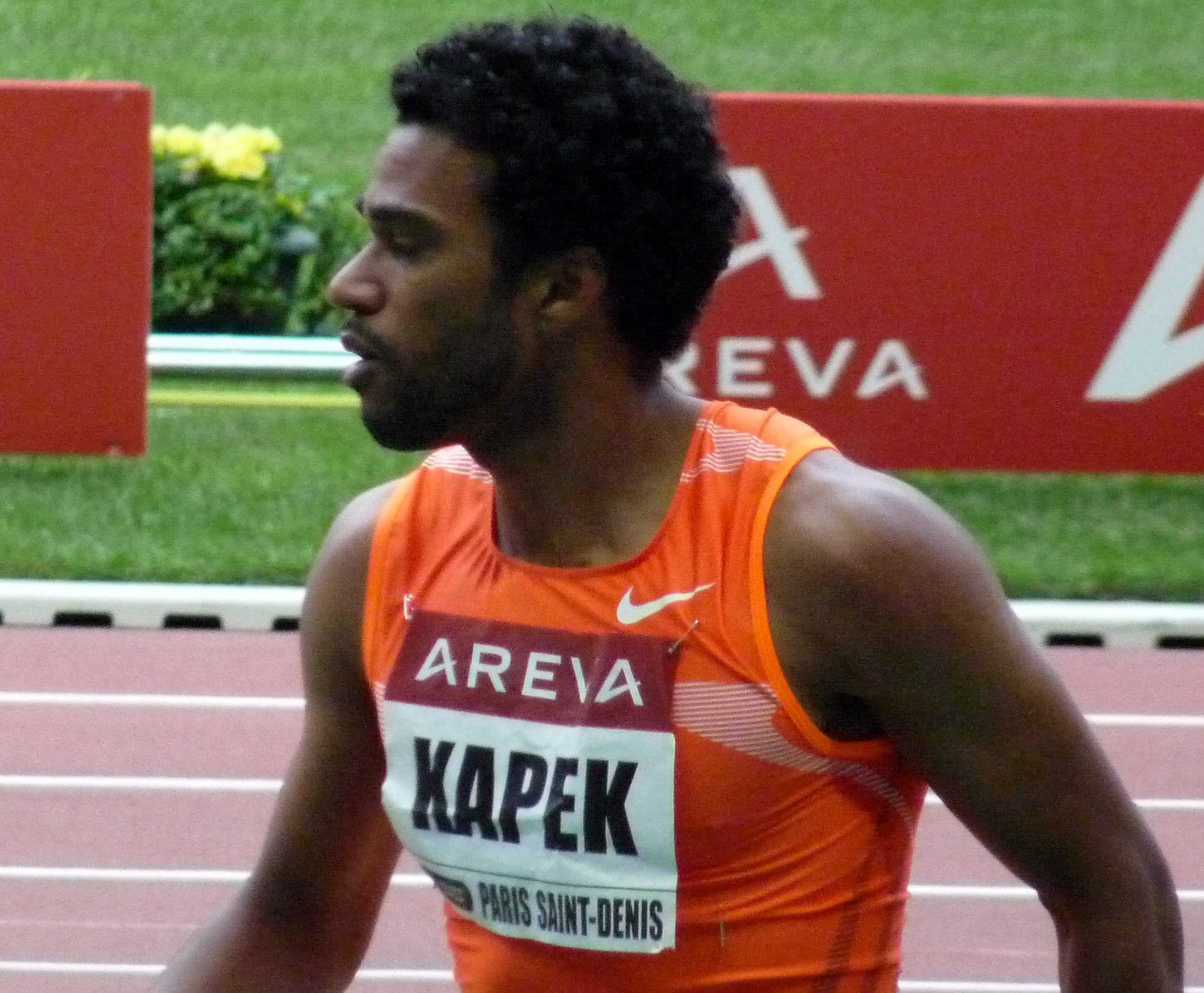
Julien Kapek belegte im Finale Rang zehn

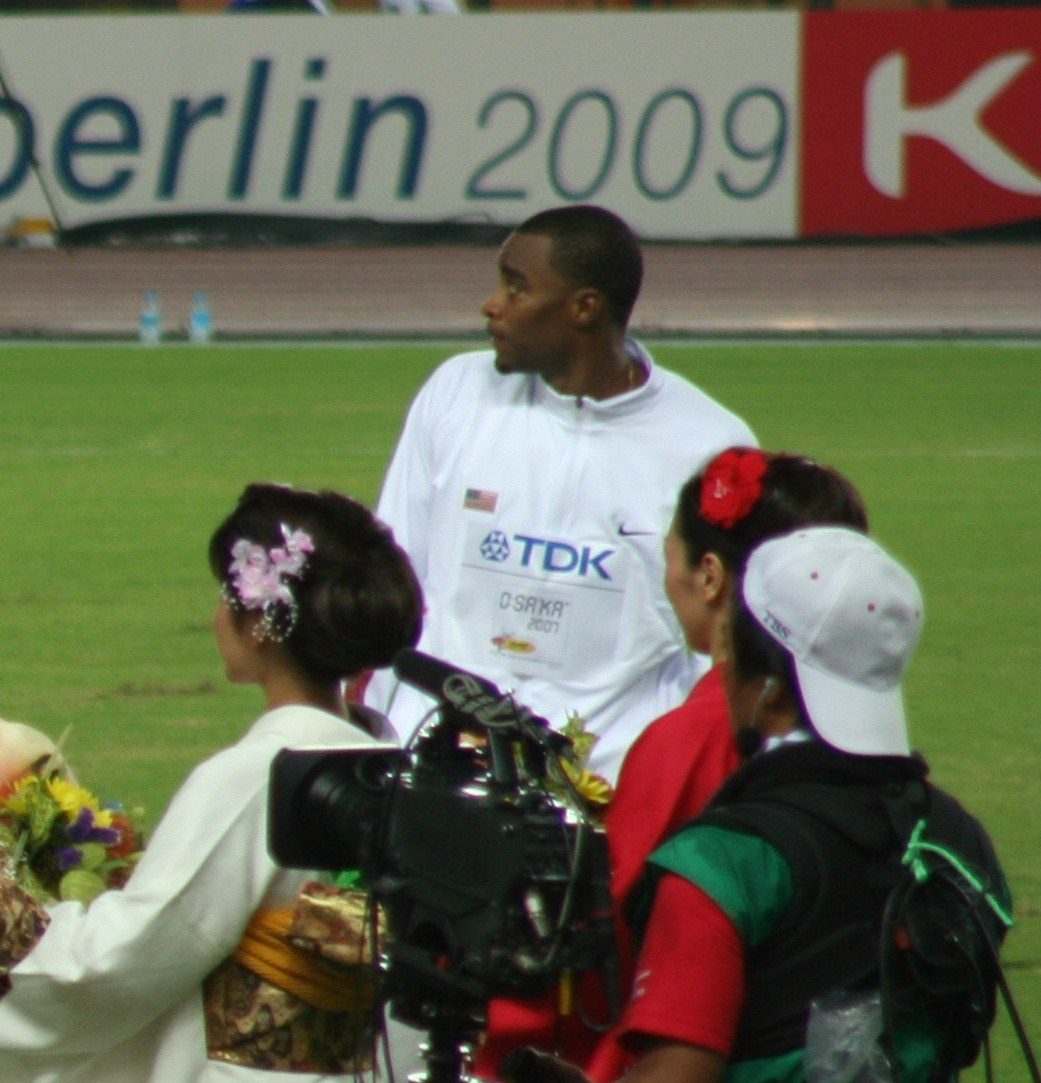
Walter Davis erreichte Platz elf
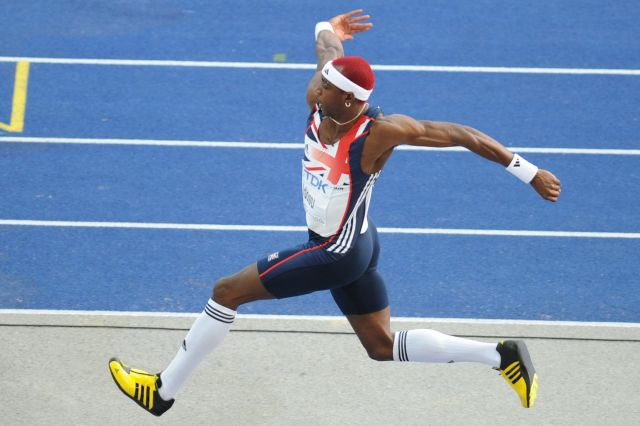
Phillips Idowu blieb im Finale ohne gültigen Versuch

## Videolinks
- Athens 2004 - Triple Jump - 18.30m, youtube.com, abgerufen am 20. Februar 2022
- 2004 Olympics Men's Triple Jump - 5th - Jadel Gregorio, youtube.com, abgerufen am 20. Februar 2022